# Joseph Pleigneur
Joseph Pleigneur dit Manda, né le 19 avril 1876 et décédé en 1936, est un criminel français.   

## Biographie
Apprenti polisseur sans emploi à Paris, Joseph Pleigneur dit Manda s'impose comme chef de la bande des Orteaux après avoir vaincu lors d'un combat à mains nues un Apache du nom de Paulo l'Arrangeur. La bande vit de rackets, cambriolages et proxénétisme. 
En 1898, à l'âge de 22 ans, il rencontre Amélie Élie dite Casque d'or et devient son souteneur. Quatre ans plus tard, la jeune femme le quitte pour François Leca dit le Corse, le chef de la bande de Popincourt. Jaloux, Manda s'en prend à son rival en le poignardant. Durant les jours qui suivent de véritables batailles rangées se produisent entre les deux bandes apaches. 
C'est à l'occasion de cette affaire que Le Petit Journal popularise le mot apache pour désigner le membre d'une bande de la pègre parisienne : « Ce sont là des mœurs d'Apaches du far West, indignes de notre civilisation. Pendant une demi-heure en plein Paris, en plein après-midi, deux bandes rivales se sont battues pour une fille des fortifs, une blonde au haut chignon, coiffé à la chien ! » écrit Le Petit Journal le 13 janvier 1902. La presse ne signale pas l'origine ouvrière de Manda et de Leca. 
Pour fuir la police qui cherche à mettre un terme à ces bagarres entre voyous, Manda s'exile à Londres pendant une semaine, mais est finalement intercepté lors de son retour à Alfortville[réf. nécessaire].

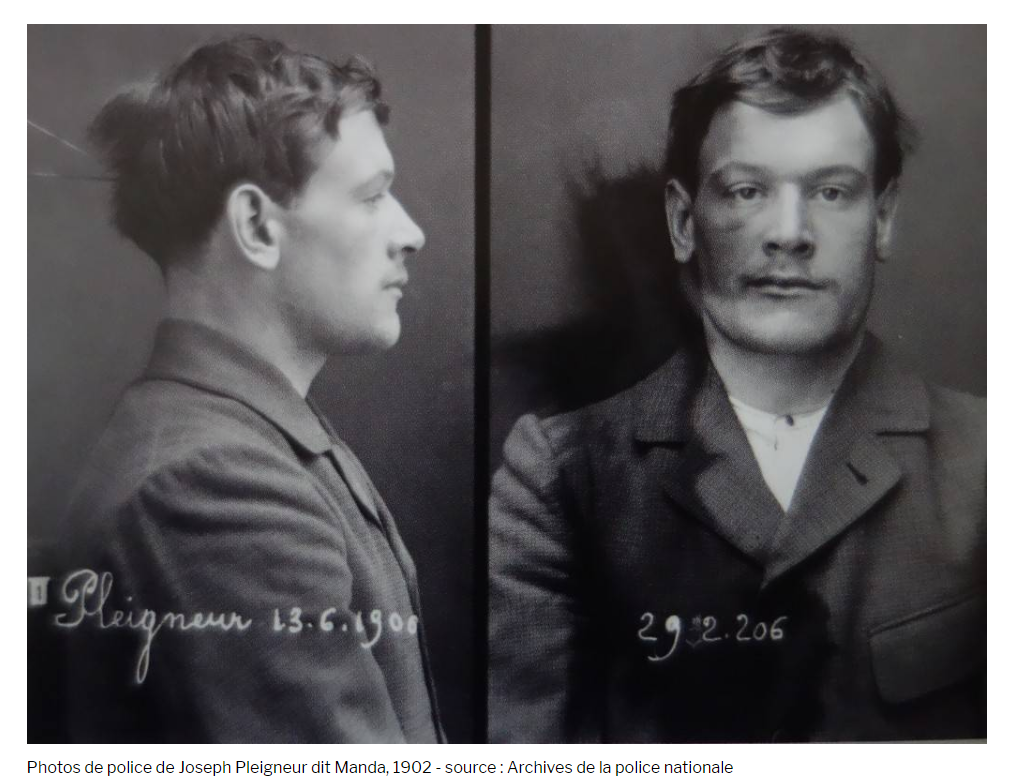
Photographie d'identité judiciaire de Joseph Pleigneur le 13 juin 1900.

Pendant son procès qui passionne l'opinion publique, Manda justifie son geste par l'amour, lançant à ses juges : « Bon sang, mais vous ne savez donc pas ce que c’est que d’aimer une fille ».
il est condamné à perpétuité au Bagne de la Guyane française. Il fait partie des bagnards interrogés par Albert Londres pour donner matière à son reportage intitulé Au bagne, paru en 1923. 
Manda est libéré en 1922 mais sans le droit de retourner en Europe, comme les autres anciens bagnards. Il n'est pas intégré à la population guyanaise et en souffre, comme il le dit lui-même : « Quelle existence. Ne toucher la main à personne. Ne pas s'asseoir. On ne vous offre jamais une chaise ».